# Figure of Eight
Figure of Eight is een nummer van de Britse muzikant Paul McCartney uit 1989. Het is de vierde single van zijn achtste soloalbum Flowers in the Dirt.
De singleversie van het nummer is langer dan de albumversie, dit in tegenstelling tot de meeste singles. "Figure of Eight" werd een bescheiden hitje in McCartney's thuisland het Verenigd Koninkrijk, waar het de 32e positie bereikte. In Nederland bereikte het nummer de 12e positie in de Tipparade.